# Get Your Number
A Get Your Number Mariah Carey amerikai popénekesnő negyedik kislemeze tizennegyedik, The Emancipation of Mimi című albumáról. A dal az Imagination együttes Just an Illusion című számára épül, és egyik háttérénekese Trey Lorenz. A dal az első, amelyikben Carey és Dupri „szerepet cserélnek”: Carey rappel benne, és Dupri énekli a refrént. A dal egy férfiról és egy nőről szól, akik egy nightclubban találkoznak nem sokkal zárás előtt, és a férfi igyekszik megszerezni a nő telefonszámát, hogy később randira hívhassa.

## Háttere
A Get Your Number még csak befejezetlen instrumentális dal volt, melyet Jermaine Dupri a saját albumára írt, amikor Carey meghallotta. Az énekesnő meglepődött, hogy Duprit énekelni hallja, mert főként csak rappelni szokott. Jermaine megkérte Mariah-t, hogy énekelje a refrént, de Mariah nem tartotta a saját változatát olyan jónak, mint a Jermaine-ét, és úgy döntöttek, duettként veszik fel a dalt, Dupri énekel, Carey pedig főként rappel.
Az énekesnő így nyilatkozott a dalról: „Sokan szeretik, mert egészen olyan Fantasy-szerű hangulata van.”

## Fogadtatása
A dal csak az Egyesült Államokon kívül jelent meg, több országban az album harmadik kislemezeként az It’s Like That és a We Belong Together után (míg az USA-ban a Shake It Off volt a 3. kislemez). Néhány országban, például az Egyesült Királyságban dupla A-oldalas kislemezként jelent meg a Shake It Off-fal. Ausztráliában az album ötödik kislemeze volt és 2006-ban jelent meg.
Az Egyesült Királyságban a Get Your Number/Shake It Off kislemez a Top 10-be került slágerlistán, ezzel a Daydream (1995) óta a The Emancipation of Mimi lett Carey első albuma, amiről három dal került a Top 10-be az országban. Európa többi részén mérsékelt sikert aratott a dal, mert a promóció a Shake It Offra összpontosított, de még így is a legtöbb országban bejutott a Top 20-ba a slágerlistán. Ausztráliában is a Top 20-ba jutott, Latin-Amerikában 2006 januárjában jelent meg, és Kolumbiában a slágerlista negyedik helyéig jutott, ezzel az énekesnő harmadik legsikeresebb dala lett az országban.

## Videóklip és remixek
A dal videóklipjét Jake Nava rendezte, aki a Shake It Off klipjét is. Los Angelesben forgatták 2005 szeptember 1-jén és 2-án. A klip egy nightclubban játszódik, ahol Carey cetlikre írva számjegyenként csempészi oda a telefonszámát egy férfinak (akit Michael Ealy alakít). Dupri is szerepel a klipben, neki három lány adja oda a telefonszámát. A klipet csak a kislemez megjelenése után kezdték el igazán játszani, mert a dupla A-oldalas kislemez reklámozásához inkább a Shake It Off klipjét adták, a Get Your Numbernek inkább a rádiós játszását szorgalmazták.
A dalhoz készült remixek nem jelentek meg kereskedelmi forgalomban; a kislemez egyes változatain bónuszdalként a Secret Love című szám található, ami az album japán kiadásán szerepel bónuszdalként.

### Hivatalos remixek, verziók listája
- Get Your Number (DJ Fantasy Remix)
- Get Your Number (DJ N-D Remix I. feat. JD, Fatman Scoop & Ludacris)
- Get Your Number (DJ N-D Remix II. feat. JD, Fatman Scoop & Ludacris)
- Get Your Number (Elliot’s Vinyl Illusion)

## Változatok
CD kislemez (Európa)
1. Get Your Number
2. Shake It Off

CD kislemez (Európa)
1. Get Your Number
2. Shake It Off (Remix feat. Jay-Z and Young Jeezy)

CD kislemez (Európa)
1. Get Your Number
2. We Belong Together (Atlantic Soul Radio Edit)

CD maxi kislemez (Európa, Ausztrália, Tajvan, Thaiföld)
1. Get Your Number
2. We Belong Together (Atlantic Soul Radio Edit)
3. Secret Love
4. Get Your Number (videóklip)

CD maxi kislemez (Európa)
12" maxi kislemez (Egyesült Királyság)
1. Get Your Number
2. Shake It Off
3. Secret Love

## Helyezések
| Slágerlista (2005)                  | Legmagasabb helyezés |
| ----------------------------------- | -------------------- |
| Belga Ultratop 40 kislemez          | 18                   |
| Brit kislemezlista1                 | 9                    |
| Euro Hot 30                         | 4                    |
| Finn kislemezlista                  | 3                    |
| Holland Top 40                      | 7                    |
| Ír kislemezlista1                   | 15                   |
| MAHASZ Rádiós Top 40                | 34                   |
| Német kislemezlista                 | 29                   |
| Olasz kislemezlista                 | 22                   |
| Svájci Top 100 kislemez             | 14                   |
| Slágerlista (2006)                  | Legmagasabb helyezés |
| Ausztrál kislemezlista              | 19                   |
| Ausztrál Top 40 Urban kislemezlista | 6                    |
| Kolumbiai Hot 100                   | 4                    |
| MAHASZ Dance Top 40                 | 22                   |
| MAHASZ Editor’s Choice              | 16                   |
| Új-zélandi kislemezlista            | 34                   |

1 Get Your Number/Shake It Off